# Херборн (Идар-Оберштайн)
Херборн (нем. Herborn) — община в Германии, в земле Рейнланд-Пфальц.
Входит в состав района Биркенфельд. Подчиняется управлению Херрштайн. Население составляет 481 человек (на 31 декабря 2010 года). Занимает площадь 2,46 км².